# Ben Verbong
Ben Verbong, né le 2 juillet 1949 à Tegelen, est un réalisateur, scénariste et écrivain néerlandais.

## Filmographie
- 1981 : La Fille aux cheveux roux (Het meisje met het rode haar)[2]
- 1984 : The Scorpion[3]
- 1989 : De Kassière[4]
- 1991 : The Indecent Woman[5]
- 1994 : De Flat
- 1996 : Charlotte Sophie Bentinck[6]
- 1999 : Tatort: Kinder der Gewalt[7]
- 2001 : The Slurb[8]
- 2003 : Sams in Gefahr[9]
- 2005 : A Christmoose Carol[10]
- 2007 : Monsieur Bello[11]
- 2009 : Like it or not
- 2010 : My Name Is Anne, Anne Frank
- 2010 : Takiye: Allah yolunda[12]
- 2011 : The Girl on the Ocean Floor[13]
- 2012 : Ein vorbildliches Ehepaar
- 2014 : Mona kriegt ein Baby[14]
- 2015 : The von Trapp Family: A Life of Music[15]
- 2017 : Honigfrauen[16]

## Livre
- 1988 : De schorpioen [text (large print)]